# ハリケーンがくるぞ
ハリケーンがくるぞ(Hurricane)とは、子供向けのテレビ番組『セサミストリート』のシーズン32の第3976話から第3980話に続く連続エピソード。アメリカ合衆国では2001年3月26日から3月30日までPBS Kids、日本では2002年8月3日から8月31日までNHK教育で放送。

## 邦題エピソード
- 3976話「ハリケーンがくるぞ」（hurricane Part 1）[1]

日本放送日：2002年8月3日
- 3977話「ビッグバードの巣がこわれた」（Hurricane Part 2）

日本放送日：2002年8月10日
- 3978話「巣がなくなって悲しい」（Hurricane Part 3）

日本放送日：2002年8月17日
- 3979話「新しい巣のつくりかた」（Hurricane Part 4）

日本放送日：2002年8月24日
- 3980話「ビッグバードの新居完成!」（Hurricane Part 5）

日本放送日：2002年8月31日

## ストーリー
123番地のセサミストリートは、強風で覆われている。ビッグバード、ゴードン、マクドナルドじいさんがフーパーさんのお店まで歩いていくと、仲間たちがテレビで天気予報を見るために集まっていた。セサミストリートニュースが始まり、カエルのカーミットがハリケーンを接近するという話をすると、自分まで吹き飛ばされてしまう。画面は切り替わり、アル・ローカーが「ハリケーンはセサミストリートに接近する見込みです」と説明する。このニュースを聞いてテリーとエルモは不安になるが、人間の仲間たちは「避難準備の仕方」を詳しく教える。カーミットとアルは現場から中継し、ハリケーンの前触れに気づくヒントを説明した後、カーミットはルイスとマリア、アランとベビーベア、エルモとゾーイにインタビューをし、ハリケーン対策に備えてどんな準備をしているのか、そしてどうやって協力しあい、どういう形で手伝っているのかを聞き出す。ビッグバードがハリケーンが接近する前に自分が持っているものをオモチャの箱にしまうのを、エルモとゾーイが手伝う。しかし、ゴードンから自分の巣にはいられないため、部屋にいたほうがいいと言われる。ハリケーンが来るのをオスカーはとても喜んでいたが、スライミーが風に吹き飛ばされそうになったため、ロドリゲス家に避難することになった。ビッグバードは自分の巣のことが心配で眠ることができず、ゴードンとスーザンの寝室に入ってベッドに横たわる。
夜が明けてハリケーンは去ったが、その影響で123番地のセサミストリートは滅茶苦茶に。ドアやコンクリートも壊され、おまけにビッグバードの巣も壊れてしまい、レイダーというぬいぐるみを持ったビッグバードは悲しんでしまう。そこでスナッフィーがやってきて、ビッグバードは今回のハリケーンについて話す。マリアがコンクリートをかき分けていると、そこから羽の付いた帽子を見つける。しかし、ビッグバードはその帽子は自分のものではなく、通りかかった女性マペットが自分のものだと言って去っていった。スナッフィーは、ビッグバードと一緒に片付けるのを手伝うと言い、それからハグをする。ビッグバードは、スナッフィーと子供たちと一緒にアルファベットソングを歌おうとすると、ギャビーとマイルズがビッグバードのアルファベットの看板を見つけるが、その文字は2つに分かれていた。2人はその看板を再び組み合わせて、みんなでアルファベットソングを歌う。
スナッフィーが「スナッフルスナック」を取りに家に帰るため、ビッグバードもお腹が空いてるのでアランと一緒にフーパーさんのお店に行って鳥の餌を食べることに。フーパーさんのお店でベビーベアがやってきて、ハリケーン中に家族と一緒に過ごしたときの絵を見せる（3匹のくまも一緒にいる）。それから仲間たちは、ビッグバードに子守歌を歌わせて眠らせる。ビッグバードは今日起きた事をゴードンとスーザンに説明した後、窓の方へ行き、巣の修理がどこまで進んでいるか見ようとするが、全然進んでいないことにガッカリしたため、気分転換に絵を描くことにした。ビッグバードは、ゴードンとスーザンに今日の夕食はとてもおいしかったと褒める。
その後、ビッグバードは再び懐中電灯で遊ぼうと考えた。次の日、仲間たちはビッグバードの巣にある周辺を修理していた。テリーは次のハリケーンに備えるため、レインコートを着る。ジーナもテリーのアイデアに疑念を抱いていた。
ビッグバードがルイスとマリアと夕食しているとき、ビッグバードは自分の巣について思い出を語った。それから、ビッグバードが寝る前に、ビッグバードは自分の巣でホンカーの赤ちゃんが誕生した話や、レア・サロンガが「A Little Bit」をカモに歌わせたときのことを思い出す。
ルイス昨日やったハリケーンの仕事で疲れたため、自分のベッドに向かう。思い出を語り続けるビッグバードは、ルイスとマリアにお泊りダンスを誘うが断られる。その後、ビッグバードはギャビーと一緒に「That Good Old Nest of Mine」を歌う。それからビッグバードは、深夜に目を覚まし、次のエピソードの文字と数字を発表していたことを思い出した。それから次の日、セサミストリートは綺麗になった。ルイスは新しいドアを完成させるが、テリーはまた壊れるのではないかと心配すため、オオカミはドアを試しに吹き飛ばす。ドアは大丈夫だったが、テリーが吹き飛ばされてしまう。郵便ポストを治し終えたルイスとマリアは、掃除してきれいになったばかりの巣をビッグバードに見せる。しかし、ビッグバードは巣の作り方を知らないため、なんとかしてアイデアを考えていた。３匹の子ブタの建設家（IMピッグ）は、わらと某とレンガで作った3つの巣の模型を作ったが、ハリケーンで吹き飛ばされてしまう。そこでビッグバードは、おばあちゃんに電話し、グラニーバードはセサミストリートに向かって新しい巣を作ってあげたいけど3週間掛かるため、自分で巣を作るなら小枝を持ってくるようにと言う。その後、仲間たちは集めた小枝でビッグバードの巣を作り上げていく。
ベビーベアは自分のおかゆが誰かに食べられたことに腹を立てる。ウーピー・ゴールドバーグは、ベビーベアにその気持ちを抑える方法を教える。ビッグバードはグラニーバードに電話をし、終わるまで小枝を集めることに。そこでスナッフィーがやってきて、巣がもうすぐ完成するために仲間たちが風船をもってお祝いをする。ビッグバードが巣に入ろうとすると、笛を吹くオオカミがやってくる。巣を点検し、泥は乾いてないなくて危険だと判断し、「CLOSED（使うな）」の看板を立ててしまう。ビッグバードも皆も落ち込み、オオカミは「泥が乾いたら、また呼んでくれよな」と言い残して立ち去る。ビッグバードはオオカミに電話し、巣の再点検を依頼する。オオカミは大きな口で巣を吹き飛ばし、よく乾いているため「OPEN（使っても良い）」の看板を巣に飾る。どうやって巣を乾かした疑問に思ったオオカミだが、スナッフィーの鼻でオオカミは吹き飛ばされる。彼らの仕事に感心したオオカミは、スナッフィーにスカウトする。巣はようやく完成し、ビッグバードはその巣の中に入り、みんなに感謝の気持ちをささげるために「I Want to Thank You for Being My Friends」を歌う。それからビッグバードは、寝る前にレイダーにハリケーンの出来事を語り、それから眠りにつく。

## キャスト
マペット
- ビッグバード（声 - 真殿光昭）
- スナッフィー（声 - 大川透）
- オスカー（声 - 大川透）
- クッキーモンスター（声 - 大川透）
- テリー（声 - 玄田哲章）
- エルモ（声 - 落合弘治）
- バート（声 - 落合弘治）
- アーニー（声 - 真殿光昭）
- ビッグバッド・ウルフ（声 - 玄田哲章）
- プレーリー・ドーン（声 - 玉川砂記子）※放送当時の表記は「玉川紗己子」。

ロジータ（声 - 滝沢ロコ）
- グローバー（声 - 落合弘治）
- ベビーベア（声 - 落合弘治）
- I.M.ピッグ（声 - 真殿光昭、落合弘治、大川透）
- マーティアンズ（声 - 真殿光昭、落合弘治）
- マクドナルドじいさん（声 - 大川透）

登場人物
- マリア（声 - 堀越真己）
- ルイス（声 - 大川透）
- ゴードン（声 - 玄田哲章）
- スーザン（声 - はやみけい）※放送当時の表記は「速水圭」。
- アラン（声 - 真殿光昭）
- ジーナ（声 - 小林優子）
- ボブ（声 - 田原アルノ）
- ギャビー（声 - 堀越真己）
- マイルズ（声 - 青木誠）
- リンダ
- アル・ローカー（声 - 落合弘治）

ゲスト
- ルネ・フレミング

登場したのは「数字の5を数えるコーナー」
- ダイアナ・クラール（声 - 玉川砂記子）

演奏しながら、エルモと一緒に歌を歌うコーナーに登場。
- レア・サロンガ（声 - 滝沢ロコ）
- ウーピー・ゴールドバーグ（声 - 小宮和枝）
- トレーシー・チャップマン

## Sesame Street Gets Through a Storm
Sesame Street Gets Through a Stormは、2012年11月9日に放送されたシーズン43の第4327話（最終話）。これは「ハリケーンがくるぞ」シリーズの全5話を30分に編集したエピソード。開始冒頭の「What's the Word on the Street?」が休止となり、ゴードン役のロスコー・オーマンによる自然災害に対する説明をしているシーンが放送された。この総集編は、Youtubeで視聴することができる。

## 今週の文字と数字
ハリケーンがくるぞ
文字のX 数字の8
これはオスカーが山嵐の中で伝えた。
ビッグバードの巣がこわれた
文字のG 数字の12
文字についてはスーザン、数字についてはゴードンがそれぞれ伝えた。
巣がなくなって悲しい
文字のN 数字の5
これはビッグバードが回想の中で伝えた。
新しい巣のつくりかた
文字のK 数字の9
これはアイ・エム・ピッグがナレーターとして伝えた。
ビッグバードの新居完成!
文字のU 数字19
これはマリアがナレーターとして伝えた。

## 備考
- 第3979話では「ツインタワーの側に新しいホテルを建てているんだ」と言っていたが、2004年の放送では「ベスト・ネステンズに新しいホテルを建てているんだ」となっている。ただし、HBO Max（Max）で配信されたバージョンではオリジナルのままで使われている。